# Hodoš
Hodoš (maďarsky Őrihodos, německy Hodosch) je vesnice, rozkládající se na severovýchodě Slovinska, na hranici s Maďarskem. Je správním centrem stejnojmenné občiny. V roce 2002 zde žilo 251 obyvatel.

## Poloha popis
Obec leží na levém břehu Dolenského potoka, který je přítokem říčky Velika Krka. Nadmořská výška obce je zhruba od 232 do 305 m. Rozloha obce je 12,5 km2. Obcí prochází hlavní železniční trať z Murské Soboty na hraniční přechod Hodoš - Bajánsenye.
Obyvatelstvo je zaměstnáno především v zemědělství, kde převažuje chov dobytka.
Obyvatelé obce jsou převážně maďarské národnosti. Vzhledem k nízké porodnosti a migraci se počet obyvatel snižuje.

## Zajímavosti
- Evengelický kostel
- V obci žili Juri Cipot a Janoš Kardoš - evangeličtí kněží a spisovatelé